# 林文镜
林文鏡（1928年3月19日—2018年7月2日），印尼華人企业家，印尼四人幫之一。

## 生平
1928年出生于中華民國福建省福清县溪头村，8岁移民荷屬東印度。1960年代中期，林文鏡成立了華仁誼有限公司，後來發展成林氏集團，涉及面粉、水泥等产业。与林绍良关系密切。
1980年代开始在祖籍地福州福清和中国大陆其他区域投资。
1990年創辦洪寬工業村，由機電、鋁產業、綜合工業三大園區組成，發展規劃面積16.9平方公里，現已集聚125家企業。
融侨集团由林文镜于1989年以港资形式在榕投资的房地产公司发展而来，1998年创办于福州，是一家以房地产开发为核心的外商投资企业。董事局主席林文镜在印尼、新加坡、中国大陆、台湾等地有多项大型投资。

## 外部連結
1. ↑  融侨集团创始人林文镜逝世，他是李嘉诚之前的华人传奇！毛丹 重慶商報 2018-07-04
2. ↑  著名侨领、融侨集团创始人林文镜去世，享年90岁 （页面存档备份，存于）刘畅 中國僑網 2018-07-03